# ブランドン・ラッシュ
ブランドン・ラッシュ（Brandon Leray Rush, 1985年7月7日 - ）はアメリカ合衆国ミズーリ州カンザスシティ出身のバスケットボール選手。ポジションはシューティングガード。198cm、95kg。兄が2人おり、長兄ジャロンは元UCLAのバスケット選手。次兄カリームはロサンゼルス・レイカーズ等に所属していた。

## 来歴

### 学生時代
ミズーリ州およびノースカロライナ州ダーラムの高校でプレーした。2005年には全米の高校生で13位、スモールフォワードとしては2位に評価され、Rivals.comからは5つ星に評価された。2005年のNBAドラフトにはエントリーせずに、大学に進学した（当時は高校卒業後すぐにNBA入りすることができた）。
大学は地元カンザス大学に進学した。1年次から全試合で先発出場し、チームトップの13.5得点、5.9リバウンド、3ポイントシュート成功率47.2%の成績をあげて、チームがビッグ12カンファレンスで優勝するのに貢献した。この年カンファレンスの最優秀新人に選ばれている。また、1年生ながらカンファレンスのファーストチームにも選ばれた。2007年4月26日に2007年のNBAドラフトにアーリーエントリーする意思を表明したが、右膝の前十字靱帯を断裂したことから、5月にはこれを撤回した。同年6月1日、断裂した靭帯の修復手術が成功し、11月に復帰した。
3年生時、マリオ・チャルマーズらと共に2008年のNCAAトーナメント優勝に貢献した。準決勝のノースカロライナ大学戦では25得点、7リバウンドをあげて、その試合のMVPに選ばれた。2008年4月17日、4年生に進級せず、その年のNBAドラフトにアーリーエントリーすることを表明した。

### NBA
2008年のNBAドラフトにおいて全体13位でポートランド・トレイルブレイザーズに指名された。ドラフト直後、ジャレット・ジャック、ジョシュ・マクロバーツとともに、次兄カリームも在籍した事のあるインディアナ・ペイサーズにジェリッド・ベイレス、アイク・ディオグとの交換トレードで移籍した。
2011年12月19日、ルー・アマンドソンとのトレードでゴールデンステート・ウォリアーズに移籍した。11-12シーズン、自己ベストの平均9.8得点、FG成功率50.1%、3ポイントシュート成功率45.2%（NBA6位）、フリースロー成功率79.3%の成績をあげた。
2012年8月1日、2年800万ドルでウォリアーズとの契約を延長した。シーズン2戦目となる11月2日のメンフィス・グリズリーズ戦で速攻からワンハンドダンクをしようとしたところ、ザック・ランドルフのファウルを空中で受けた蔡、着地に失敗し、チームメートの助けを借りてロッカールームに下がった。左膝の前十字靱帯、内側側副靱帯を靱帯損傷し、12-13シーズン残り試合を全休することとなった。
2013年7月10日、3チームの間で行われたトレードでユタ・ジャズに移籍した。この年38試合に平均11.0分出場し、平均2.1得点、1.2リバウンドの成績であった。
2014年7月22日、ウォリアーズと2年契約を結び復帰した。出場機会には恵まれなかったものの、チームはNBAチャンピオンに輝き、ラッシュはマリース・スペイツと共にNCAAとNBA両方でチャンピオンに輝いた選手となった。
2016年7月6日、ミネソタ・ティンバーウルブズと1年契約を結んだ。
2017年9月17日、ミルウォーキー・バックスと契約したものの、シーズン開幕直前に解雇された。
2018年2月21日、ポートランド・トレイルブレイザーズと10日間契約を結んだ。

## 人物
スウィングマンである。